# Sarcophaga chalcura
Sarcophaga chalcura är en tvåvingeart som beskrevs av Mario Bezzi 1927. Sarcophaga chalcura ingår i släktet Sarcophaga och familjen köttflugor.
Artens utbredningsområde är Vanuatu. Inga underarter finns listade i Catalogue of Life.